# キルギス内務省

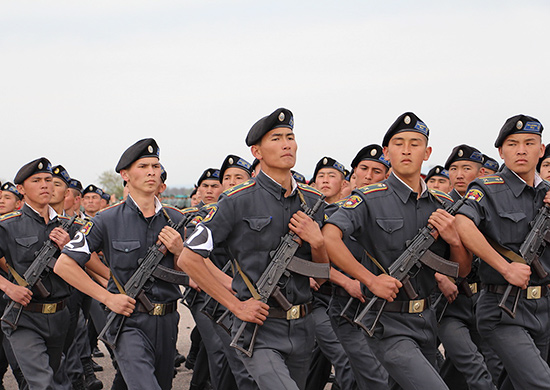

キルギス内務省（キルギス語：Ички иштер министрлиги）とは、キルギス共和国の内政を管掌する機関。キルギスの警察機関。ソ連内務省時代の制度に従い、軍事組織、キルギス国内軍を有する。
キルギスでは、内務省出身者がシロヴィキの中核を構成している。

## 歴史
キルギス・ソビエト社会主義共和国内務省を前身とする。ソ連8月クーデター時、当時の内務相フェリックス・クロフは、国家非常事態委員会に反対することをアスカル・アカエフ大統領に促した。
1994年1月11日、内務機関法成立。1996年7月26日、犯罪の増大に対して、組織犯罪・匪賊対策局設置。1997年7月18日、国際刑事警察機構加盟。
2002年3月17日のアクスィでのデモ隊に対する発砲事件後、内務機関の組織的欠陥が明らかになり、改革が実施された。1999年から2005年の間、刑執行総局と国内軍7701部隊が法務省に、国家消防総局が非常事態省に、検疫局が農業省に移管される等、内務省の定員は50％削減された。
2008年初め、法律違反予防法が成立し、2009年7月1日までに498ヵ所の社会防犯センターが設置された。同年2月5日、内務省附属社会会議が設置され、社会による民警の活動に対する監督が確立した。

## 機構
内務相の下に、内務第一次官1人、内務次官3人が置かれている。
- 秘書局
- 総本部
- 取調総局
- 公安総局
- 交通安全総局
- 国家特殊警護勤務総局
- 第9局
- 汚職対策局
- パスポート・ビザ監督局
- 輸送機関内務局
- 内査局
- 内務省附属インターポール国家中央局
- 情報分析センター
- 刑事鑑定センター
- 国家特使局
- エルゲシュ・アリエフ民警少将名称アカデミー
- ジャパル・シャビロフ民警少将名称中等専門学校
- 医務局
- 人事局
- 畜犬局
- 内部監査局
- 法務保障・国際協力局
- 会計・経済局

首都ビシュケク市に内務総局、各州に内務局が設置されている。特殊部隊として、特殊任務民警支隊（OMONの系統に属する）を有する。

## 歴代内務相
- フェリックス・クロフ（1991年7月～1992年2月）
- アブドゥベク・スタリノフ（1992年～1995年）
- バキルディン・スバンベコフ（2002年～2005年）
- 代行ミクティベク・アブディルダイェフ（2005年3月～5月）
- 代行シェルコジジャン・ミルザカリモフ（2005年5月）
- ムラート・スタリノフ（2005年5月～2006年10月）
- 代行オスモナリ・グロノフ（2006年10月）
- 代行オムルベク・スヴァナリエフ（2006年11月～2007年2月）
- ボロトベク・ノゴイバエフ（2007年2月～2008年1月）
- モルドムサ・コンガンチエフ（2008年1月～2010年4月）
- 代行ボロトベク・シェルニヤゾフ（2010年4月）
- 代行バクティベク・アルィムベコフ（2010年4月～5月）
- ボロトベク・シェルニヤゾフ（2010年5月～7月）
- クバトベク・バイボロフ（2010年7月～9月）
- ザルィルベク・ルィサリエフ（2010年9月～）